# Notogoneus
Notogoneus es un género extinto de peces actinopterigios prehistóricos. Fue descrito por Cope en 1885.
Vivió en Francia y los Estados Unidos.

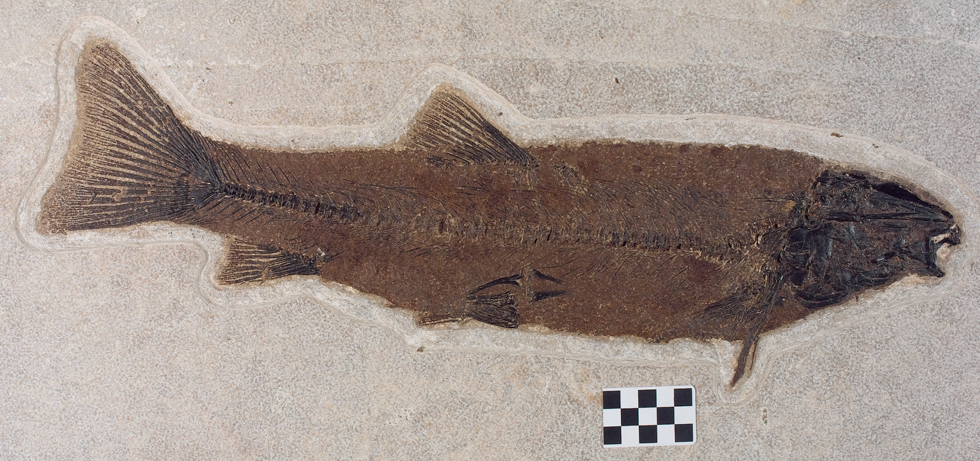
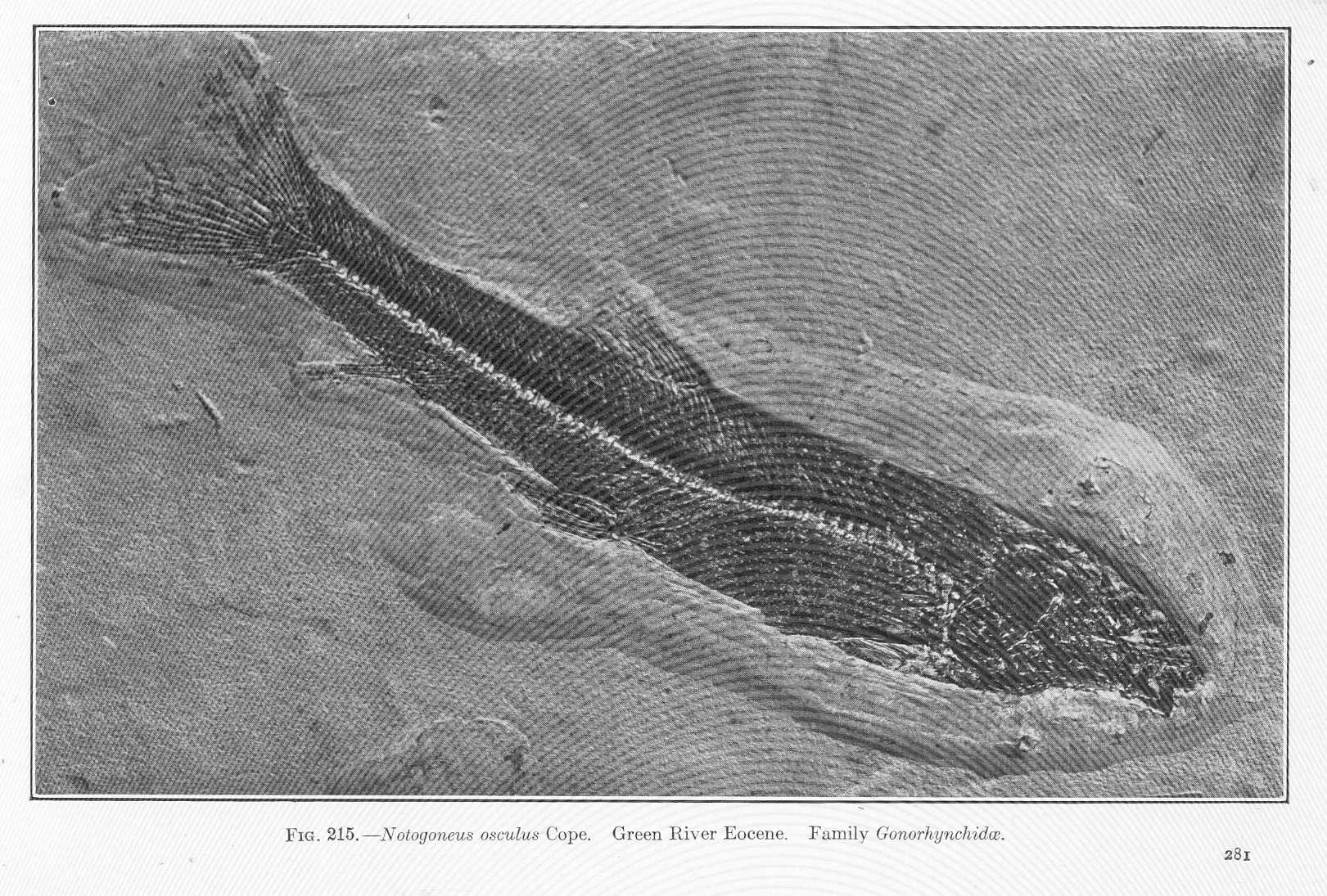
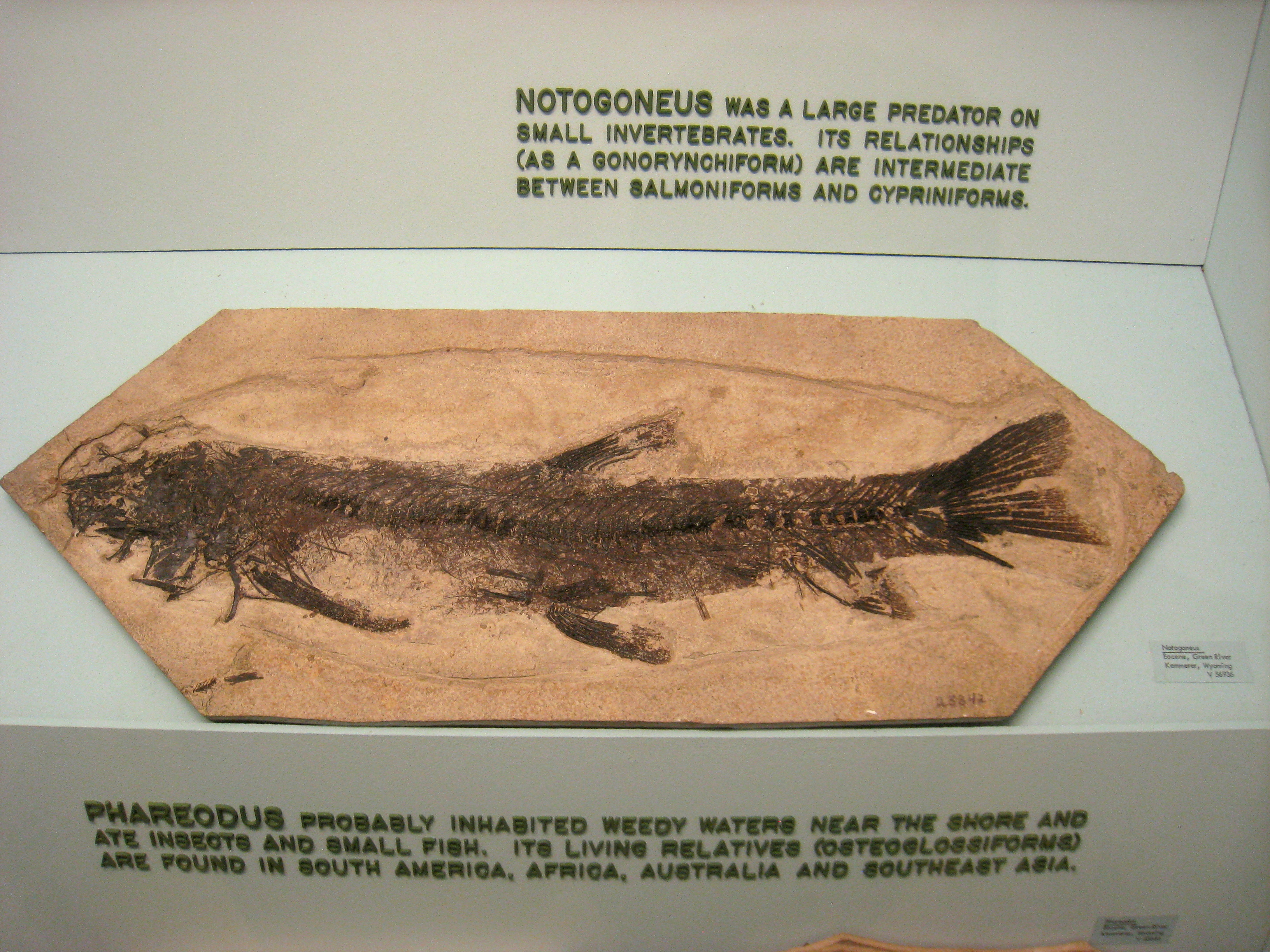
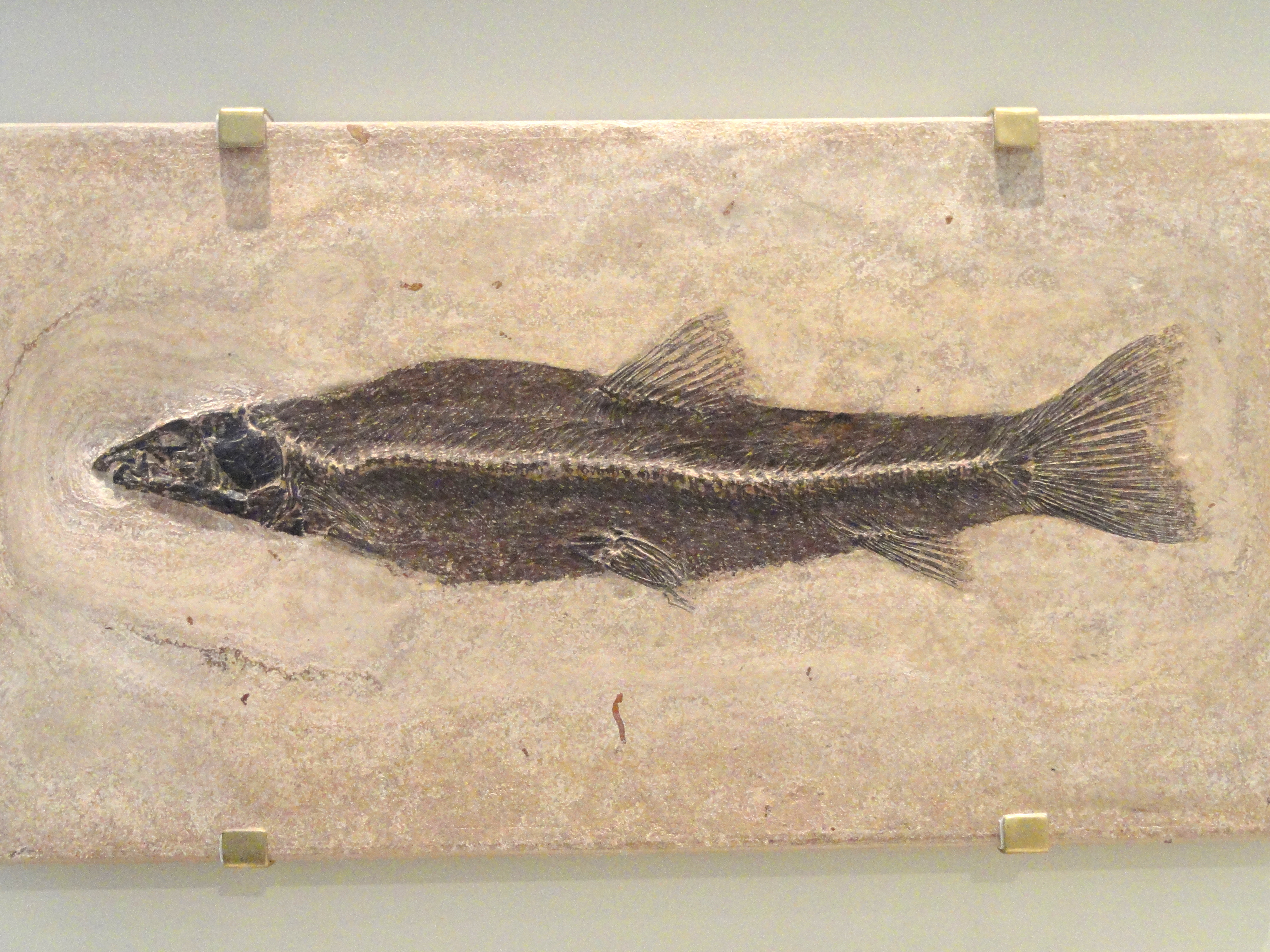